# Badminton bei den Island Games 1989
Bei den Island Games 1989 wurden vom 6. bis zum 12. Juli 1989 in Tórshavn auf den Färöern sechs Badmintonwettbewerbe ausgetragen.

## Medaillengewinner
| Disziplin    | Gold                                 | Silber                             | Bronze                           |
| ------------ | ------------------------------------ | ---------------------------------- | -------------------------------- |
| Herreneinzel | Ármann Þorvaldsson                   | Snorri Ingvarsson                  | Martin Utteridge                 |
| Herreneinzel | Ármann Þorvaldsson                   | Snorri Ingvarsson                  | Ian Coombs-Goodfellow            |
| Dameneinzel  | Þórdís Edwald                        | Susan Bowditch                     | Ronnie Jubb                      |
| Dameneinzel  | Þórdís Edwald                        | Susan Bowditch                     | Sharon Nicholson                 |
| Herrendoppel | Ármann Þorvaldsson Snorri Ingvarsson | Steve Watson Ian Coombs-Goodfellow | Paul Martin Colin Whiteway       |
| Herrendoppel | Ármann Þorvaldsson Snorri Ingvarsson | Steve Watson Ian Coombs-Goodfellow | Heðin Joensen Jacob Midjord      |
| Damendoppel  | Jean Lawson Sally Adams              | Þórdís Edwald Sara Jónsdóttir      | Nichola Hutchins Sharon Hutchins |
| Damendoppel  | Jean Lawson Sally Adams              | Þórdís Edwald Sara Jónsdóttir      | Sharon Bowditch Wendy Trebert    |
| Mixed        | Steve Watson Jean Lawson             | Ármann Þorvaldsson Þórdís Edwald   | Paul Martin Sharon Nicholson     |
| Mixed        | Steve Watson Jean Lawson             | Ármann Þorvaldsson Þórdís Edwald   | Andrew Trebert Wendy Trebert     |
| Team         | Island                               | Guernsey                           | Jersey                           |